# Farmacias Guadalajara
Farmacias Guadalajara, S.A. de C.V. (subsidiaria del Corporativo Fragua), es una cadena de superfarmacias mexicana fundada en marzo de 1942 en Guadalajara, Jalisco que actualmente cuenta con más de 2,729 sucursales en México. Los establecimientos de la cadena se caracterizan por estar abiertos las 24 horas del día los 7 días de la semana siguiendo un modelo que fusiona los productos y servicios típicos de una tienda de conveniencia y supermercado con los de una farmacia.

## Historia
En 1942, abrió su primera sucursal en el centro de Guadalajara, Jalisco (Farmacias Guadalajara López Cotilla), y actualmente cuenta con más de 2700 superfarmacias en 32 estados del país. Lo que comenzó como solo farmacia terminó en convertirse en supermercado al mismo tiempo. 
En el año de 1989 se crea el formato de Súperfarmacia, concepto que actualmente maneja la compañía, cuyo formato consiste en una fusión de tres giros comerciales como lo son farmacia, supermercado y tienda de conveniencia en un solo espacio de piso de ventas de entre 500 y 1000 metros cuadrados, en el que tras su surgimiento oficialmente se da inicio su plan de expansión geográfica a través de dicho modelo de negocio que actualmente la compañía maneja.
En 1997, el Corporativo Fragua (Corporativo Fragua, S.A.B. de C.V.) toma el control de Farmacias Guadalajara como una de sus subsidiarias, así como Transportes y Envíos de Guadalajara y Fotosistemas. Asimismo, aparece en la Bolsa Mexicana de Valores, en donde su clave es FRAGUAB. A partir de ese mismo año, Farmacias Guadalajara desarrolla sus marcas propias en las categorías de medicina, hogar, perfumería y alimentos.
En el año 2009, Farmacias Guadalajara inaugura el Centro de Distribución Occidente en el municipio de Tonalá, Jalisco, con el objetivo de proveer mercancías a sucursales a lo largo de México, empezando por las sucursales ubicadas dentro de la Región Centro Occidente.
En el mes de septiembre de 2012, Farmacias Guadalajara se expande en el centro del país con la apertura de su primera sucursal en la Ciudad de México, en el que para el año siguiente iniciaría su plan de expansión en distintas ubicaciones dentro de la capital del país y de su zona conurbada en el Estado de México.
A mediados de 2013, abrió un centro de distribución con alta tecnología en Monterrey, Nuevo León, el cual provee mercancía a toda la cadena de farmacias. El 22 de agosto del mismo año Farmacias Guadalajara llega por primera vez al municipio de Poncitlán, Jalisco con la apertura de su primera sucursal en la zona centro de dicho municipio (Farmacias Guadalajara Poncitlán Emilio Carranza) 
Al cierre de 2018, Farmacias Guadalajara estaba abriendo un promedio de una sucursal cada 48 horas, lo que la hace ser la cadena de superfarmacias más dinámica y la única cadena de superfarmacias con cobertura nacional. El corporativo contaba, al cierre de 2018, con más de 40,000 empleados.[cita requerida] Al año siguiente, en el 2019 se realiza la apertura de la Superfarmacia #2000 dentro del territorio mexicano y durante ese mismo año se expande al sureste del país abriendo su primera sucursal en el Estado de Quintana Roo. El 27 de noviembre del mismo año abre su primera sucursal en la ciudad de Mérida, Yucatán (Farmacias Guadalajara Calle 3 Campestre),  que gracias a esta apertura, Farmacias Guadalajara se convierte en la primera cadena nacional de farmacias en operar los 32 Estados de la República Mexicana logrando así su cobertura nacional además de finalizar ese año con 2,168 sucursales en operación dentro del Territorio Mexicano.
El 25 de febrero de 2022, Farmacias Guadalajara se expande al Estado de Chiapas y con ello llega al municipio de Cintalapa de Figueroa con la apertura de su primera sucursal en la zona centro (Farmacias Guadalajara Primera Oriente Sur Cintalapa), el cual contó con la presencia del Ayuntamiento Municipal de Cintalapa para llevar a cabo dicha inauguración. El 22 de diciembre de 2022, Farmacias Guadalajara abre la sucursal #2565 del país en el municipio de Kanasín, Yucatán (Farmacias Guadalajara Kanasín Calle 29), siendo a la vez la primera sucursal de la cadena en establecerse dentro de dicho municipio yucateco. 
Hasta el mes de junio de 2024, Farmacias Guadalajara cuenta con 2,729 sucursales bajo su concepto de SúperFarmacia, con presencia en 469 ciudades en los 32 Estados de la República Mexicana, siendo la primera cadena mexicana de farmacias en contar con presencia en todos los Estados del país incluyendo la Ciudad de México.

## Modelo de Negocio
Farmacias Guadalajara, desde 1989 y hasta la actualidad, consta de una SúperFarmacia, el cual es una fusión entre farmacia, tienda de conveniencia y supermercado dirigida a todo estrato socioeconómico. Este concepto de SúperFarmacia maneja un surtido amplio en medicina, así como un surtido optimizado en los departamentos de perfumería, cuidado personal, abarrotes comestibles y no comestibles, botanas, bebidas frías, dulcería, cigarros, servicio de fotorevelado y copiado. También cuentan, como valores agregados con respecto a cadenas de farmacias competidoras existentes en el país, departamentos de alimentos perecederos como lácteos, salchichonería, panadería (el cual es conocido como pan recién horneado) y, ocasionalmente, frutas y verduras, así como un surtido limitado de vinos y licores y un pequeño servicio de llenado de café junto al departamento de panadería dentro de un piso de ventas que oscilan de los 500 m² hasta los 1000 m², el cual se ubican en ciudades y localidades a partir de 5000 habitantes en adelante, las cuales cuenten con zonas y avenidas estratégicas y/o transitadas. También se pueden ubicar en plazas y centros comerciales que van desde áreas pequeñas como lo son las plazas express y strip centers e incluso ubicarse en centros comerciales con áreas más grandes que van desde power center y community center hasta fashion malls, estos últimos con el objetivo de ayudar y animar al consumidor a complementar sus compras de último momento en Farmacias Guadalajara luego de realizar sus compras en las tiendas anclas de dichos centros comerciales en cuestión.
Además de la venta de productos de hogar, abarrotes y medicamentos, Farmacias Guadalajara cuenta con su propia marca de botanas (cacahuates, papas fritas, galletas, etc.) y su propia marca de agua embotellada (Bluebay), etc. De igual manera, Farmacias Guadalajara ofrece otros servicios como impresión de fotos, recarga de tiempo aire, transferencia de dinero de farmacia a farmacia y venta de catálogo electrónico, entre muchos otros servicios. La asociación con la empresa panificadora Pan Bueno, S.A. de C.V. también permitió que en todas las sucursales de Farmacias Guadalajara vendan pan recién horneado de la marca.

### Competidores
Actualmente, Farmacias Guadalajara, por su giro de SúperFarmacia y por ser cadena de farmacias compite directa y principalmente con cadenas de farmacias similares como:
- Farmacias Benavides
- Farmacias Similares
- Farmacias del Ahorro
- Farmacias YZA de Grupo FEMSA
- Farmacias San Pablo
- Farmacias Unión
- Algunas farmacias locales independientes

También, considerando el concepto fusión de farmacia con supermercado y tienda de conveniencia y por su reducido número de metros cuadrados de piso de ventas, Farmacias Guadalajara compite parcial e indirectamente con cadenas de autoservicio y tiendas de conveniencia como:
- Oxxo de Grupo FEMSA
- 7-Eleven de Casa Chapa
- Circle K de Grupo Modelo
- Súper Kiosko
- Upper By Canelo Energy
- Rapiditos Bip Bip
- Mi Bodega Aurrera y Bodega Aurrera Express de la trasnacional Walmart de México y Centroamérica
- Soriana Súper, Soriana Express y Súper City de Tiendas Soriana
- Chedraui Supercito y Supercito Selecto Chedraui de Grupo Comercial Chedraui
- Ley Express y Súper Ley Express de Casa Ley
- Sumesa de Grupo La Comer
- S-Mart
- Alsuper de Grupo Futurama
- Algunas tiendas locales independientes que manejen departamentos de farmacia y/o manejen el concepto de conveniencia.